# Mircea Ștefănescu (scriitor)
Mircea Ștefănescu (n. 11 aprilie 1898 – d. 23 octombrie 1982) a fost un prozator, traducător, dramaturg și cronicar dramatic român. Mircea Ștefănescu s-a născut și a decedat la București.

## Biografie
S-a născut la 11 aprilie 1898, în București, în strada Batiștei nr. 11, cu locuitori iluștri (Nicolae Filipescu, N. Grigorescu). A fost fiul generalului Dumitru Ștefănescu și al soției acestuia, Vasikca, născută Scărlătescu.
După ce a absolvit, în 1917, Liceul „Gheorghe Lazăr” din București, a urmat, o vreme, studii juridice, la care a renunțat pentru a se putea dedica teatrului și ziaristicii.
A debutat cu proză în 1920, în revista Cuvântul liber. Prima piesă de teatru i-a fost jucată în 1924 la Brăila. Este vorba de Roba albă, scrisă în colaborare cu cronicarul teatral I. Lăzăroneanu.
A început să colaboreze cu revistele vremii, ca Epoca, Vremea, Îndreptarea, Curentul etc.
Comedia zorilor, care cuprinde patru tablouri din „comedia adolescenței" (1930), a fost primul lui succes important.
În 1980 i-a apărut primul volum de memorii, „Un dramaturg își amintește”, volum care fixa patru decenii de viață, urmând ca al doilea volum să nareze în continuare viața dramaturgului. Volumul „Amintirile unui dramaturg” i-a apărut postum, în 1998.

## Premii
- Premiul „I. L. Caragiale" al Academiei (1949).
- Premiul special al Uniunii Scriitorilor (1978).

## Opera
- Comedia zorilor, patru tablouri din „Comedia adolescenței", București, 1930;
- Revelația, București, 1932;
- Acolo, departe, roman dramatic în două părți, București, 1939;
- Casa cu două fete, dramă în patru acte și epilog, București, 1946;
- Vis de secătură, comedie în trei acte, București, 1946;
- Secătura mahalalei, piesă în două tablouri, București, 1947;
- Ave Maria, dramă în cinci acte, București, 1947;
- Micul infern, comedie in trei acte, Bucuresti, 1948;
- Jos Tudorache! Sus Tudorache!, comedie într-un act, București, 1952;
- Matei Millo (Căruța cu paiațe), piesă în trei acte, București, 1953;
- Zestrea Ilenuței, piesă în două acte. București, 1953;
- Patriotica Română, comedie în trei acte și un tablou, București, 1956;
- Teatru, cu o prefață de Mihai Gafița, București, 1959;
- Procesul domnului Caragiale, București, 1962 (?);
- Joc de noapte, joc de zi. 27 insomnii, București, 1971;
- Teatru, cu un cuvânt înainte de Nicolae Carandino, București, 1973;
- Căruța cu paiațe, București, 1976;
- Teatru, București, 1979;
- Un dramaturg își aminteste, I, București, 1980;
- Amintirile unui dramaturg. București, 1998.

## Traduceri
- D. N. Mamin-Sibirjak, Milioanele lui Privalov, București, 1952 (traducere în colaborare cu Isabela Dumbravă).

## Filmografie

### Scenarist
- Telegrame (1960)
- Bădăranii (1960) – în colaborare cu Sică Alexandrescu
- Politică cu... delicatese (sm, 1964)

## Distincții
- Ordinul Meritul Cultural, în gradul de Cavaler cl. II, pentru litere (1 februarie 1943)[5]
- Ordinul Muncii clasa a II-a (21 august 1954) „pentru merite deosebite pe tărîmul construcției de stat, economice, sociale și culturale, cu ocazia celei de a zecea aniversări a eliberării patriei noastre”[6]

## In memoriam
În București, pe clădirea din Bulevardul Alexandru Ioan Cuza 51, este montată o placă memorială, cu următorul text: Aici a trăit și a creat, între anii 1940-1982, dramaturgul Mircea Ștefănescu (1896-1982). Vezi și Ion Lazu: Odiseea plăcilor memoriale; Ion Lazu: Literaturile Bucureștiului